# Großmürbisch
Großmürbisch (węg. Alsómedves, burg.-chorw. Veliki Medveš) – gmina w Austrii, w kraju związkowym Burgenland, w powiecie Güssing. Według Austriackiego Urzędu Statystycznego liczyła 254 mieszkańców (1 stycznia 2014).